# Евгений Габрилович
Евгений Йосифович Габрилович (29 септември 1899 - 5 декември 1993) е руски съветски писател, драматург и филмов сценарист. Герой на социалистическия труд (1979). Носител на Държавна награда на СССР (1943) и на Орден Ленин (1967 и 1983).

## Биография
Евгений Габрилович е роден на 29 септември 1899 г. във Воронеж в семейство на фармацевт. През 1919 г. се записва в Юридическия факултет на Московския държавен университет „М. В. Ломоносов“, където следва в продължение на две години.
През 20-те години свири на пиано в оркестъра на Валентин Парнах.
През 1929 г. започва да пише очерци за вестник „Вечерняя Москва“. От 1932 г. работи във вестниците „Правда“ и „Известия“. Пише статии за индустриалното строителство и колективизацията. Един от авторите е на книгата „Беломорско-Балтийският канал на името на Сталин“ (1934 г.). През 1934 г. става член на Съюза на писателите на СССР.
От юни 1941 г. служи като специален военен кореспондент на вестник „Красная звезда“. През 1943 г. дарява своята Сталинската награда, която получава за сценария на филма „Машенка“, на фонда за отбрана. Демобилизиран е през март 1949 г. с чин подполковник.
От 1948 г. преподава в сценарния отдел на Всесъюзния държавен институт по кинематография, а от 1962 г. е професор там.
През последните десет години от живота си живее в Дома на ветераните на киното в Матвеевское. Умира на 5 декември 1993 г. в Москва, където е и погребан.

## Творчество
- „Последната нощ“ – сценарий, 1937.
- „Машенка“ – сценарий, 1942.
- „Мечта“ – сценарий, 1943.
- „Човек 217“ – сценарий, 1945.
- „Стършел“ – сценарий, 1955.
- „Комунист“ – сценарий, 1957.
- „Наш съвременник“ – сценарий, 1967.